# Deutsche Gesellschaft zum Bau und Betrieb von Endlagern für Abfallstoffe
Die Deutsche Gesellschaft zum Bau und Betrieb von Endlagern für Abfallstoffe mbH (DBE) mit Sitz in Peine war ein auf Planung, Erkundung, Errichtung und Betrieb von Anlagen zur Sicherstellung und Endlagerung radioaktiver Abfälle spezialisiertes Unternehmen. Es wurde 1979 gegründet und ging 2017 zusammen mit der Asse-GmbH und Teilen des Bundesamtes für Strahlenschutz (BfS) in die Bundesgesellschaft für Endlagerung mbh (BGE) über.

## Hintergrund
Das Unternehmen betreute die Offenhaltung und Betriebsführung des Erkundungsbergwerks Gorleben, der Schachtanlage Konrad sowie die Betriebsführung und Vorbereitung der Stilllegung des Endlagers für radioaktive Abfälle in Morsleben (ERAM). Über die Tochter DBE Technology war das Unternehmen zudem mit Projekten rund um die Entsorgung radioaktiver Abfälle beauftragt.
Die DBE wurde 1979 als 100 % mittelbares, bundeseigenes Unternehmen gegründet und im Auftrag der Bundesrepublik Deutschland, vertreten durch das Bundesamt für Strahlenschutz, tätig. Dazu war es mit Sonderrechten ausgestattet. Rechtsgrundlage war §9a Abs. 3 Atomgesetz (AtG). Das Unternehmen wurde schrittweise privatisiert: 1984 wurden deutsche Energieversorgungsunternehmen Gesellschafter, zunächst mit 25 % über die Deutsche Gesellschaft für Wiederaufarbeitung von Kernbrennstoffen (DWK). 1990 übernahm die Gesellschaft für Nuklear-Service (GNS), deren Gesellschafter die deutschen Betreiber von Kernkraftwerken sind, die Anteile der DWK und erhöhte ihren Anteil bis 2001 sukzessive auf 75 %. Nur noch 25 % des Kapitals gehörten der bundeseigenen Energiewerke Nord. Seit 2017 gehört die DBE zu 100 % der bundeseigenen Bundesgesellschaft für Endlagerung.

### DBE Technology
Die Ingenieurgesellschaft DBE Technology GmbH mit Sitz in Peine war ein 100-%-Tochterunternehmen der DBE. Sie wurde im Jahr 2000 gegründet und dient der Tätigkeit außerhalb der vom Bund übertragenen Aufgaben in nationalen und internationalen Projekten bei der Entsorgung radioaktiver Abfälle.
Schwerpunkte der DBE Technology lagen in den Bereichen Endlagerung radioaktiver Stoffe, Entwicklung von Entsorgungsstrategien und Planung von Entsorgungsmaßnahmen, Bergbau, Kavernenbau, Tunnelbau und Tiefbau. Der Umsatz der Tochter betrug im Geschäftsjahr 2012 rund 6,7 Mio. Euro. Am 21. Juni 2018 wurde die DBE Technology zur BGE Technology.

## Betreute Objekte

### Salzstock Gorleben
Zur Untersuchung des Salzstockes Gorleben hinsichtlich seiner Eignung als Endlagerstandort für alle Arten radioaktiver Abfälle hatte die DBE seit 1979 ein geowissenschaftliches Programm abgewickelt. Aufgrund der Konsensvereinbarung vom Juni 2000 wurde für Gorleben ein Moratorium (Erkundungsunterbrechung) für einen Zeitraum von drei bis zehn Jahren vereinbart. Im Herbst 2020 teilte die Bundesgesellschaft für Endlagerung in ihrem "Zwischenbericht Teilgebiete" mit, dass der Salzstock Gorleben sich nicht für ein Endlager für hochradioaktive Abfälle eignet und das Bergwerk nicht weiter untersucht wird.

### Geplantes Endlager für schwach- und mittelradioaktive Abfälle in der Schachtanlage Konrad
Im ehemaligen Eisenerzbergwerk Konrad (Schacht Konrad) wurde von 1976 bis 1982 ein Erkundungs- und Untersuchungsprogramm zur Eignungsaussage für die Endlagerung von radioaktiven Abfällen mit geringer Wärmeentwicklung durchgeführt. Das danach eingeleitete Planfeststellungsverfahren wurde am 22. Mai 2002 abgeschlossen. Nach letztinstanzlicher Bestätigung der Entscheidung für Konrad wurde mit der Errichtung der technischen Anlagen für die Endlagerung und die Einlagerungskammern begonnen. Eine erste Einlagerung war im Jahr 2008 für 2013 geplant. Nach Meldung der DBE wurde 2010 von einer Fertigstellung und Inbetriebnahme nicht vor 2019 ausgegangen. Die Staatsanwaltschaft Bochum und das Bundeskartellamt untersuchten 2013 den Verdacht einer Kartellbildung von Bergbauspezialfirmen zum Schaden von DBE nach einer behördlich genehmigten Ausschreibung.

### Endlager für schwach- und mittelradioaktive Abfälle Morsleben (ERAM)
Die Schachtanlage Bartensleben (Endlager für radioaktive Abfälle Morsleben) wurde 1970 aus zehn Salzbergwerken für eine Nachnutzung als Endlager für radioaktive Abfälle ausgewählt. Von 1971 an wurden bis zur Einstellung der Einlagerung im Jahre 1998 insgesamt 36.752 m³ radioaktive Abfälle und 6.621 Strahlenquellen endgelagert. Die Kosten für die Schließung der Grube werden auf 2,2 Milliarden Euro geschätzt.

## Kritik
Laut Kritikern beinhalteten die Verträge zur Entsorgung radioaktiven Abfall viele zugesicherte Privilegien, die aus der Zeit stammten, als das Unternehmen noch als Bundesunternehmen tätig war: sichere Umsätze mit garantierten Gewinnen, faktische Unkündbarkeit und Stillschweige-Klausel in einem geheimen Kooperationsvertrag. Als ab 1984 private Gesellschafter einstiegen, seien diese Verträge nicht geändert worden. Die Entsorgung beschere den vier großen Energiekonzernen E.ON, RWE, EnBW und Vattenfall Europe daher angesichts der einseitigen Vertragslage eine hohe Rendite.
Die Kritiken gaben 2008 Anlass für eine parlamentarische Anfrage der Fraktion Bündnis 90/Die Grünen. Der damalige Bundesumweltminister Sigmar Gabriel forderte am 21. April 2009, die DBE in ein staatliches Unternehmen zurück zu überführen, weil er eine Verflechtung unterschiedlicher Interessen sah.

## Trivia
Die Deutsche Gesellschaft zum Bau und Betrieb von Endlagern für Abfallstoffe mbH (DBE) versuchte 1982 den Filmregisseur Rainer Boldt in den Vorbereitungen zu seinem Film „Im Zeichen des Kreuzes“ zu beeinflussen, der von einer Kontamination von Dorfbewohnern nach einem Verkehrsunfall handelt, in dem sie ihm schriftlich darüber informierte, dass der seinem Fernsehfilm „zugrunde liegende Zusammenhang und die sich daraus ergebenden Konsequenzen nicht nur theoretisch ausgeschlossen werden können, sondern auch praktisch undenkbar sind“. In der Folge versagten mehrere Behörden und Einrichtungen auf Bundes-, Landes- und Kommunalebene die z. T. bereits schon zugesagte Unterstützung der Dreharbeiten.

## Bundesgesellschaft für Endlagerung
Im Dezember 2017 hat die bundeseigene Bundesgesellschaft für Endlagerung mbH (BGE) alle Aufgaben der DBE und zugleich auch die Aufgaben der Asse-GmbH übernommen.